# Přemysl Kunigunda mazóviai hercegné
Přemysl Kunigunda (ismert még mint Csehországi Kunigunda, csehül: Kunhuta Přemyslovna, lengyelül: Kunegunda Czeska; Prága, Cseh Királyság, 1265. január – Prága, Cseh Királyság, 1321. november 27.), a Přemysl-házból származó cseh királyi hercegnő, Nagy Ottokár cseh király és Halicsi Kunigunda királyné leánya, aki Mazóviai Boleszláv herceggel kötött házassága révén Mazóvia hercegnéje 1291 és 1313 között, majd a prágai Szent György-rendház főapátnője haláláig.

## Származása
Kunigunda 1265 januárjában született Prágában, a cseh a királyi dinasztia, a Přemysl-ház tagjaként. Apja II. Nagy Ottokár cseh király volt, aki I. Vencel cseh király és Sváb Kunigunda második fiúgyermeke volt. Apai nagyapai dédszülei I. Ottokár cseh király és Magyarországi Konstancia (III. Béla magyar király leánya), míg apai nagyanyai dédszülei Sváb Fülöp német király és Angelosz Irén (II. Iszaakiosz bizánci császár leánya) voltak.
Anyja a Rurik-dinasztiából származó Halicsi Kunigunda hercegnő volt, aki III. Rosztyiszlav kijevi nagyfejedelem és Magyarországi Anna ötödik gyermeke volt. Anyai nagyapai dédapja Szent Mihály volt, míg anyai nagyanyai dédszülei IV. Béla magyar király és Laszkarisz Mária (I. Theodórosz nikaiai császár leánya) voltak.
Kunigunda szülei legidősebb leánygyermeke volt. Apjának ez volt a második házassága, az első kapcsolatából Babenbergi Margit osztrák hercegnőtől ugyanis nem születtek gyermekei. Kunigunda két felnőttkort megért testvérei között van Ágnes királyi hercegnő, aki II. Rudolf osztrák herceghez ment feleségül, valamint a későbbi II. Vencel cseh király, apjuk örököse, a még későbbi Cseh Vencel magyar király apja.

## Házassága és gyermekei
A fiatal hercegnőt 1277-ben eljegyeztették I. Habsburg Rudolf német király és Hohenbergi Gertrúd királyné fiával, Hartmann herceggel. A házasság célja a cseh és a német kapcsolatok közti béke megteremtése volt. Az eljegyzést egy éven belül ugyan felbontották, ám dinasztikus házasságkötésekre így is sor került, Kunigunda testvérei mind a német királyi pár gyermekeivel, Hartmann herceg testvéreivel házasodtak össze, Ágnes testvére a későbbi II. Rudolf osztrák herceggel, Vencel testvére pedig Ausztriai Juta hercegnővel. Miután Kunigundának szülei nem találtak megfelelő jelöltet, így belépett a klarissza apácarendbe Prágában.
Apja 1278-as halálát követően öccse, II. Vencel cseh király néven elfoglalta a cseh trónt. Miután 1288-ban örökös nélkül elhunyt Fekete Leszek lengyel fejedelem, Vencel megszerezte a lengyel trónt is. Miután a lengyel nemesek jelentős része Kis Ulászlót támogatta Vencellel szemben, így segítségre szorult, hogy megtarthassa a lengyel trónt. Úgy határozott, hogy testvérét, Kunigundát hozzáadja II. Boleszláv mazóviai és płocki herceghez, így lépve szövetségre a lengyel nemességgel (Boleszláv maga Mazóviai Konrád, korábbi lengyel fejedelem unokája volt). Házasságukra 1291-ben került sor. Boleszláv első felesége Litvániai Gaudemunda (Traidenis litván nagyfejedelem leánya) volt, akitől három gyermeke származott. Kunigunda és Boleszláv kapcsolatából is három gyermek született:
- Eufrozina hercegnő (1292 körül – 1328/29 körül), Oświęcimi Ulászló felesége lett.
- Vencel herceg (1293 körül – 1336. május 23.), Płock hercege lett.
- Berta hercegnő (1299 előtt – 1311 körül), apáca lett.

A Vencel és Boleszláv között lévő kezdeti jó viszony idővel megromlott. Miután Boleszláv testvére, Konrád utód nélkül halt meg, birtokainak egy kis részét ugyan testvérének, ám nagyobb hányadát Vencelnek juttatta. Boleszláv bosszúból megtagadta Vencel támogatását, felbontotta a vele kötött szövetséget, és végül 1302-ben Kunigundától is elvált, aki így visszavonult Prágába fivéréhez. A hercegnő idővel visszatért a vallási életbe és apáca lett a Szent György-rendházban. Bár testvére és unokaöccse, Cseh Vencel nem tudták megtartani a lengyel trónt, saját unokája, Sagani Hedvig végül lengyel királyné lett. Kunigunda 1321. november 27-én hunyt el, 56 éves korában.